# Disney's Animal Kingdom Lodge
 (avril 2020).
Disney's Animal Kingdom Lodge est un hôtel unique en son genre de Walt Disney World Resort en Floride. Il a ouvert le 16 avril 2001 à l'extrême ouest du complexe juste derrière l'entrée du parc Disney's Animal Kingdom. Le 11 octobre 2006, Disney a annoncé la construction d'un Disney Vacation Club, nommé Disney's Animal Kingdom Villas à côté de l'hôtel avec une ouverture prévue pour l'automne 2007.
L'hôtel compte 1307 chambres, suites et 458 villas réparties dans un bâtiment en forme d'étrier et un nouveau en construction. Il est entouré par une savane reconstituée de 15 ha. Les projets de Disney seraient de transformer une partie des chambres du 4e et 5e étage en villas afin d'en ouvrir 134 dès 2007. Dans un second temps une nouvelle aile de 324 villas ouvrirait pour avril 2009 avec une savane étendue, une boutique, un restaurant et une zone de loisirs comprenant une piscine.

## Thème
Le thème est de récréer un camp de brousse africaine avec des animaux vivant à proximité des chambres. Les résidents de l'hôtel sont immergés dans la nature et la faune comme s'ils avaient changé de continent.

## Bâtiments
Disney's Animal Kingdom Lodge est l'œuvre de l'architecte américain Peter Dominick (qui a également dessiné le Wilderness Lodge).
Disney's Animal Kingdom Lodge s'élève sur 6 niveaux et adopte une architecture inspirée des villages traditionnels africains. Ainsi les toits sont circulaires et constitués de chaume.
L'hôtel est constitué : d'un corps central contenant le hall et les restaurants et des chambres aux étages supérieurs. Un rocher s'avance depuis le hall au cœur de l'une des savanes et permet d'en avoir un point de vue et de quatre ailes formant un arc de cercle, côté entrée et un fer à cheval, côté savane. Une aile supplémentaire a été prévue pour 2009 afin de proposer des villas DVC.

### Corps central

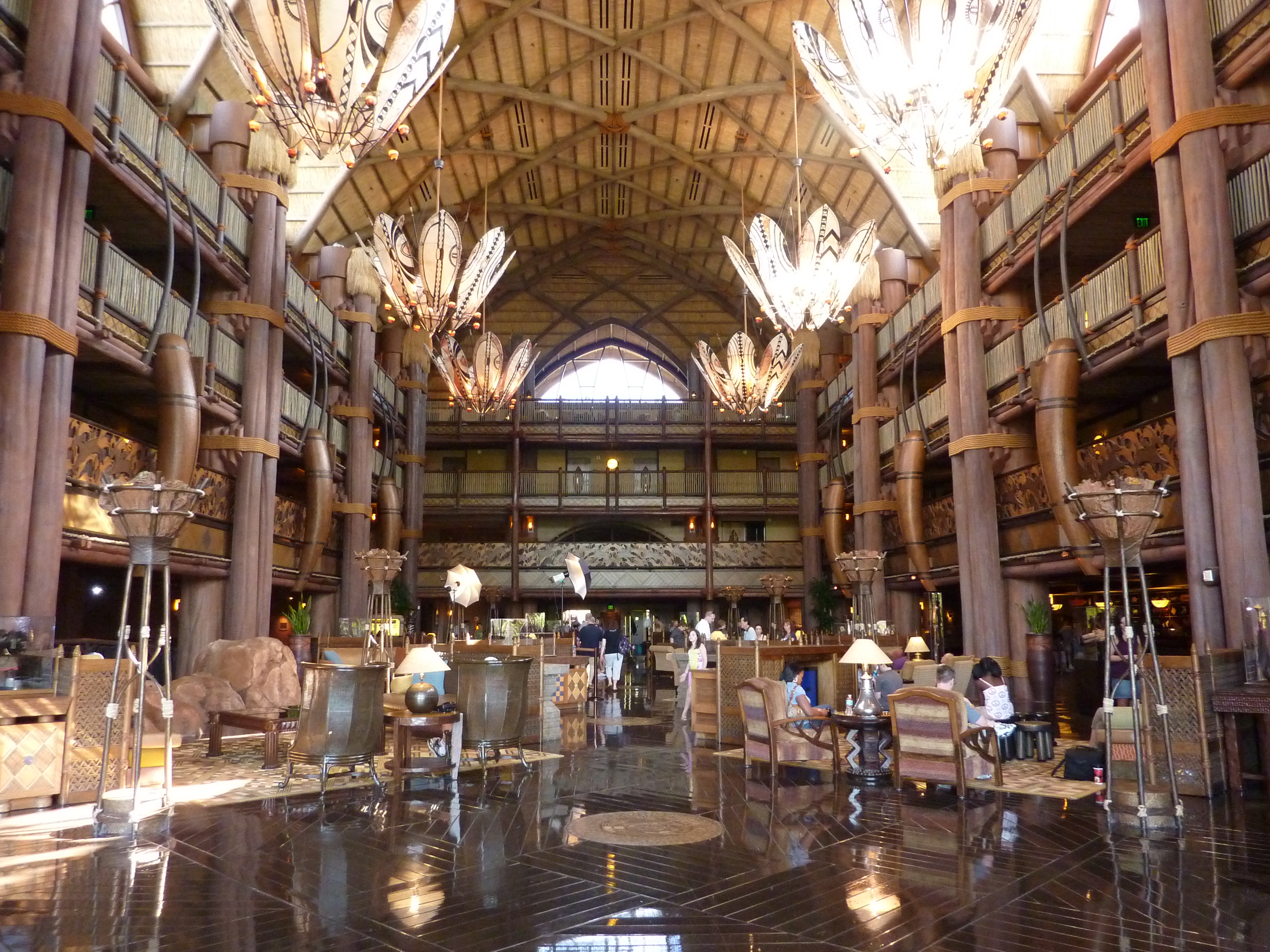
Hall d'accueil.

La structure apparente du hall de cet hôtel ressemble beaucoup à celui du Wilderness Lodge. Une grande cheminée de terre glaise occupe un angle (à droite cette fois-ci) du hall dont le toit est supporté par d'énormes piliers en bois. Le hall s'ouvre sur une "savane" grâce à une impressionnante verrière tandis qu'un pont est suspendu au 4e étage. Des chandeliers descendent du plafond et possèdent des boucliers de guerriers massa en guise d'abat-jour. Derrière la verrière une plateforme rocheuse, l'Arusha Rock permet de surplomber les animaux qui vivent dans la savane.

### Ailes
- Zebra Trail située à droite après le grand hall se compose de 7 bâtiments dont cinq forment un quart de cercle et les deux autres viennent se greffer dessus par l'extérieur.

- Kudu Trail située à gauche après le grand hall poursuit à l'identique le demi-cercle entamé par le Zebra Trail

- Giraffe Trail située à droite de l'entrée, se compose de 2 bâtiments et un demi. Il accueille aussi au rez-de-chaussée un restaurant et la piscine s'ouvre à ses pieds.

- Ostrich Trail située à gauche de l'entrée se compose de 2 bâtiments et un demi

L'extrémité de chaque aile et des bâtiments greffés accueille les suites et le toit arbore un ensemble de trois dômes circulaires en chaume.

### Disney Vacation Club
Cette section devrait être constituait de deux parties : la première dans l'une des ailes actuelles et la seconde est plus ambitieuse et est appelée Kidani Village. Le Kidani Village devra être un nouveau bâtiment (ouverture prévue en 2009) à l'architecture semblable aux bâtiments actuels avec son propre hall, un nouveau restaurant, une piscine, une zone de jeux et une nouvelle savane.

### Savanes
L'hôtel est entouré de trois savanes différentes d'environ 5 ha chacune. Les savanes recréent le milieu naturel de la savane africaine et comptent 200 animaux de 36 espèces. Pour mieux profiter de cette exclusivité il est conseillé de se munir de jumelles. 

La savane principale, l'Arusha Savannah, se niche entre les ailes de Zebra Trail et Kudu Trail et possède un point d'observation baptisé Arusha Rock. Elle héberge entre autres des zèbres, des koudous (grands herbivores à cornes, de la même famille que les antilopes) et des pélicans. La savane occidentale, la Sunset Savannah, se déploie derrière le Kudu Trail et accueille des oiseaux comme les marabouts, les autruches et des grues. La savane orientale, l'Uzima Savannah, se déploie derrière le Zebra Trail mais est largement amputée par la piscine principale de l'hôtel situé entre le Zebra Trail et le Giraffe Trail.
Les savanes de cet hôtel permet de prolonger l'atmosphère de la section Afrique de Disney's Animal Kingdom. Mais les savanes de l'hôtel et du parc ne sont aucunement reliées.

## Services de l'hôtel

### Chambres
Les chambres ont toutes un balcon donnant soit sur l'une des savanes soit sur la piscine sauf celle donnant sur l'entrée de l'hôtel (avec le parking). Elles peuvent accueillir 4 personnes. L'intérieur des chambres est de couleur sable et décoré avec des pièces d'artisanat africain.
Les prix en 2005, d'après le site officiel, pour une nuit débutent à partir de
- 275 $ pour les chambres avec vue sur les savanes (Savanna View)
- 260 $ pour les chambres avec vue sur la piscine (Water/Pool View)
- 199 $ pour les chambres avec une autre vue (Standard View)
- Les chambres peuvent aussi être plus grandes et accueillir une personne en plus avec l'option Deluxe
  - 350 $ pour la Deluxe Savanna View
  - 340 $ pour la Deluxe Water/pool View
  - 435$ pour l'option de service d'étage (permet l'accès aux safaris)
- Les suites peuvent accueillir entre 6 et 8 personnes et sont situées aux extrémités des ailes.
  - La version une chambre pour 6 est à partir 635 $ avec une kitchenette et un salon
  - La version deux chambres pour 8 est à partir de 1 135 $ avec kitchenette, salon et deux salles de bains
  - La version Vice-Présidentielle ou Royal Kuba pour 6 est à partir de 1 690 $ avec deux chambres
  - La version Présidentielle ou Royal Assante pour 8 est à partir de 1 945 $ avec deux chambres

### Villas du Disney Vacation Club
L'aile du Kidani Village prévue pour 2009 comprend :
- 340 villas
- un restaurant de 120 places
- une piscine de 430 m² avec u toboggan et deux spas
- des terrains de tennis, shuffleboard, demi-terrain de basketball

### Restaurants et bars
- Jiko - The Cooking Place est un restaurant américain « créative » mais dans une ambiance africaine. Les plats sont toutefois inspirés par les pays méditerranéens et l'Inde.
- Boma - Flavors of Africa  prend l'aspect d'un marché africain et propose des plats au saveur française, malaisienne, indienne, chinoise et anglaise. Il est situé entre les ailes Giraffe et Zebra.
- Mara est un fast-food avec des hamburgers, des pizzas et du poulet grillé. Il est dans la Zebra Trail juste derrière le Boma.
- Victoria Falls est une brasserie situé au-dessus du Boma. Il propose des cocktails, du café et du thé ainsi que du vins d'Afrique du Sud.
- Uzima Springs Bar est le nom du bar de la piscine

### Boutique
- Zawadi Marketplace est une boutique située à droite de l'entrée qui propose des articles Disney, entre autres sur l'hôtel et le parc Disney's Animal Kingdom.

### Activités possibles
- Uzima Springs Pool est la seule piscine de l'hôtel mais elle est très grande.

- Juste à côté de la piscine, le Hakuna Matata est une aire de jeux pour les enfants. Elle s'appelait à l'ouverture le Bana.

- Zahanati Fitness Center est un centre de remise en forme situé dans la Giraffe Trail avec des salles d'exercice, un sauna, un bain bouillonnant et des salles de massages.

- Pumba's Fun and Games est le nom de la salle de jeux vidéo. Il est situé après le restaurant Mara dans la Zebra Trail
- Simba's Clubhouse est un centre d'activité pour les enfants. Il est situé derrière la salle de jeux dans la Zebra Trail

### Safaris
- Sunrise Safari est une promenade éducative au lever du soleil le long des sentiers des trois savanes. Elle dure environ 45 minutes et propose plusieurs arrêts pour des explications (en anglais) et prendre des photos. Cette promenade est organisée le jeudi et le dimanche (les jours sont sujets à modification) pour les résidents ayant pris l'option avec service d'étage. Après le petit déjeuner, un billet de FastPass pour l'attraction Kilimanjaro Safaris de Disney's Animal Kingdom est donné aux participants.

- Sunset Safari est une promenade éducative au coucher du soleil, le long des sentiers des trois savanes. Des jumelles de vision nocturnes sont prêtées par Disney. Le périple se termine par un repas au Jiko. Cette promenade est réservée aux résidents ayant pris l'option avec service d'étage, pour huit personnes maximum et doit être réservée 90 jours en avance. Il faut aussi avoir plus de 16 ans et débourser la somme de 150 $ par personne.